# Rhizophagus atticus
Rhizophagus atticus es una especie de coleóptero de la familia Monotomidae.

## Distribución geográfica
Habita en Grecia.